# Torfowiec wąskolistny
Torfowiec wąskolistny (Sphagnum angustifolium (Warnst.) C.E.O. Jensen) – gatunek mchu z rodziny torfowcowatych (Sphagnaceae). Występuje w Europie, Chinach, Japonii, Korei, na wschodzie Rosji oraz w Ameryce Północnej.

## Rozmieszczenie geograficzne
W Europie jest rozpowszechniony. W strefie arktycznej rośnie jedynie na północnych skrajach Norwegii i Rosji. W strefie borealnej spotykany jest często – od Islandii, przez Norwegię, Szwecję i Finlandię, po północną część Rosji, aż do Uralu. W strefie tej rośnie również powyżej granicy drzew. W strefie klimatu umiarkowanego typowego jest szeroko rozpowszechniony. Występuje na Wyspach Brytyjskich i w północno-zachodniej Hiszpanii na zachodzie, przez kontynentalną, zachodnią i środkową Europę, południowy Półwysep Fennoskandzki, kraje bałtyckie, Białoruś, Ukrainę po zachodnią i środkową Rosję aż do Uralu na wschodzie. Podawany jest również z Karpat, w tym z Tatr, a także z Alp, gdzie osiąga wysokość około 2100 m n.p.m. W strefie okołośródziemnomorskiej jest rozproszony bądź rzadki; znany z kontynentalnych Portugalii oraz Hiszpanii, zachodnich Alp, Apeninów, Gór Dynarskich oraz Rumunii, Bułgarii, Grecji i Gruzji. Nie został odnotowany w strefie klimatu śródziemnomorskiego. W Ameryce Północnej jest szeroko rozprzestrzeniony na północy kontynentu – w Kanadzie, na północy Stanów Zjednoczonych i na Grenlandii.
W Polsce rośnie na terenie całego kraju, choć zdecydowanie liczniej w północnej części, m.in. ma nieliczne stanowiska w Borach Tucholskich. Najwyżej położone stanowisko leży w Karkonoszach na wysokości 1425 m n.p.m.

## Morfologia i anatomia

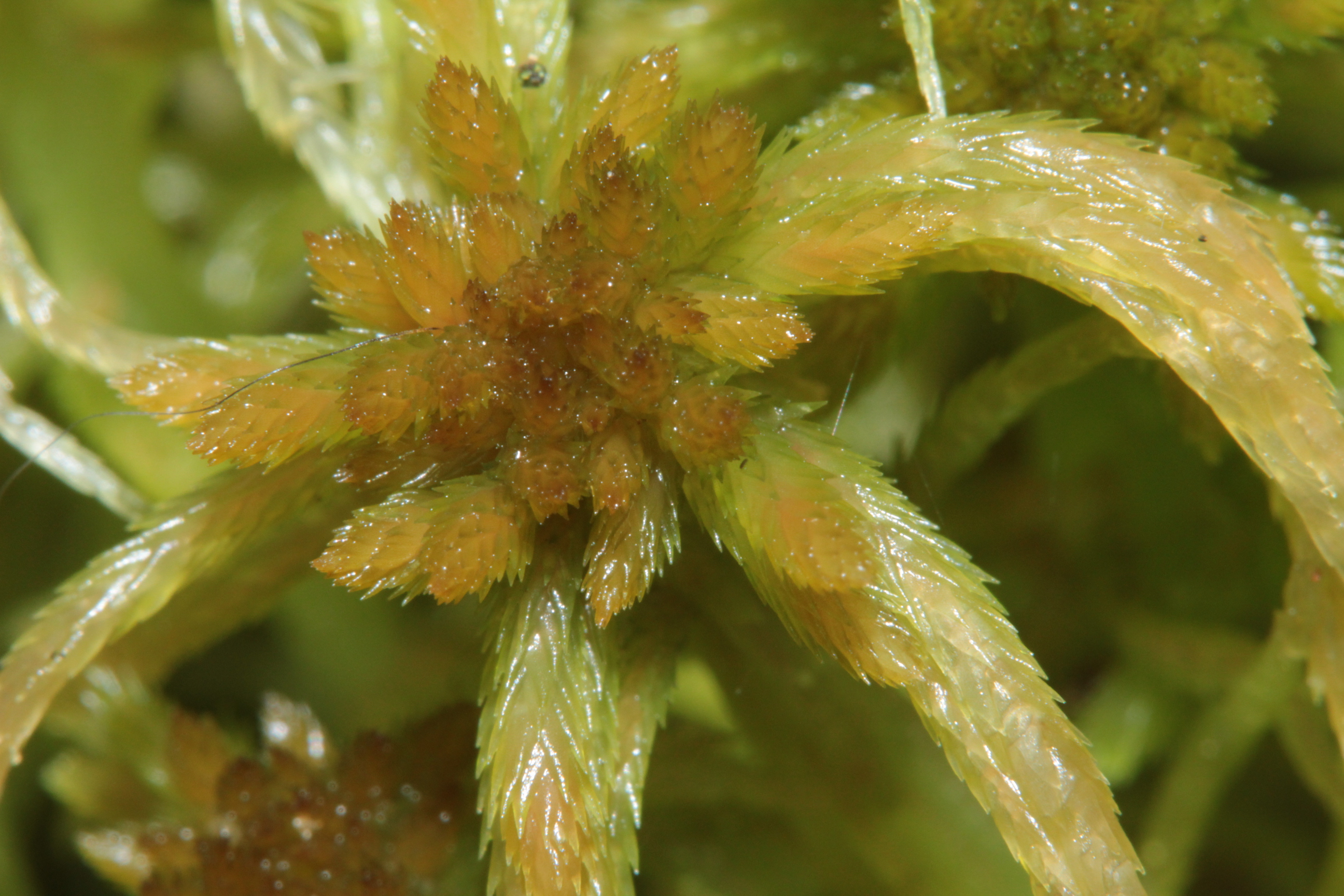
Główka

PokrójTorfowiec mały bądź średniego rozmiaru, sprawiający wrażenie zwartego, zbitego, ale dość delikatny, tworzący darnie koloru zielonego, żółtawego lub brązowawego, te ostatnie bardzo rzadko, nierzadko spotykane są czerwone przebarwienia u podstawy gałązek.
GłówkiDobrze rozwinięte, w suchych warunkach zwarte i niemal półkoliste. Jeśli występują, gałązki anterydialne są jaskrawo zabarwione na żółto lub pomarańczowo.
PęczkiZazwyczaj składające się z czterech gałązek. Na główce są gęsto rozmieszczone, w pozostałej części dość równomiernie. Dwie gałązki odstające są raczej krótkie, szczególnie na otwartych siedliskach, w miejscach zacienionych są wyraźnie dłuższe, jedne i drugie zwężają się ku końcowi. Gałązki zwisające są przeważnie wyraźnie dłuższe, smukłe, zazwyczaj całkowicie pokrywając łodyżkę, choć bywają także określane jako rozpierzchłe – są wykrzywione nieregularnie.
ŁodyżkiCienkie, do około 0,8 mm średnicy, zielone, jasnozielone lub bladożółte, żółte. Czasami w pobliżu główki zauważyć można różowe bądź czerwone refleksy. Kora słabo rozwinięta, nie odznacza się do cylindra wewnętrznego. Komórki retortowe na łodyżkach gałązek są wyraźnie uwydatnione.
Listki łodyżkoweMałe (do 1 mm długości), równoramiennie-trójkątne lub równoboczno-trójkątne, zwisające i przylegające do łodyżki, z tępym, nieco poszarpanym wierzchołkiem, nieco tylko wklęsłym. Komórki wodne są zazwyczaj niepodzielone, bardzo rzadko mają listewki. Charakterystyczne obrzeżenie liścia wyraźnie rozszerza się w kierunku jego nasady.
Listki gałązkoweDość małe, wąsko lancetowate, prawie wyprostowane, luźno rozmieszczone lub gęsto zachodzące na siebie, jedynie u podstawy gałązek mogą się układać pięciorzędowo. W przekroju poprzecznym komórki hialinowe (wodne) zdecydowanie większe niż komórki chlorofilowe. Komórki wodne po stronie grzbietowej listka są prawie płaskie i mają kilka małych porów lub pseudoporów umieszczonych w kątach komórek wzdłuż ściany komórkowej i zazwyczaj szparki resorpcyjne w kątach wierzchołkowych. Po stronie brzusznej komórki wodne są nieco tylko wypukłe, z 4–6 stosunkowo dużymi, bezpierścieniowymi porami w kątach komórek. Komórki chlorofilowe w przekroju poprzecznym są jajowato-trójkątne (trójkątno-jajowate), wyraźnie, lecz nieznacznie zamknięte po stronie brzusznej listka i szeroko otwarte po stronie grzbietowej.
Gatunki podobneIstnieje możliwość pomyłki zwłaszcza z torfowcem kończystym, torfowcem pogiętym i torfowcem bałtyckim. Od torfowca kończystego gatunek ten różni się w szczególności listkami łodyżkowymi. U S. angustifolium są szeroko (równoramiennie lub równoboczno) trójkątne i tępe na szczycie, u S. fallax są najczęściej trójkątno-językowate lub jajowato-trójkątne i ostro zakończone. Niektóre źródła wskazują także, że S. fallax ma większe listki łodyżkowe od S. angustifolium. Dodatkowo, u torfowca wąskolistnego zdarzają się czerwone przebarwienia u nasady gałązek i na łodyżce, u torfowca kończystego raczej przebarwień w tych miejscach nie będzie. Oba te gatunki różnią się także kształtem komórek chlorofilowych listków gałązkowych. U S. angustifolium są zamknięte od strony brzusznej i dochodzą do około połowy wysokości komórki hialinowej, u S. fallax są również, acz nieznacznie, otwarte od strony brzusznej i z reguły osiągają wielkość ponad połowy wysokości komórki hialinowej. U jednego i drugiego torfowca komórki chlorofilowe są trójkątne, jednak u torfowca kończystego są bardziej równoramienne. Wskazuje się także, że u torfowca wąskolistnego gałązki zwisające w pęczkach są wyraźnie dłuższe od gałązek odstających, podczas gdy u torfowca kończystego są mniej więcej tej samej długości bądź nawet krótsze. Jednoznaczne rozróżnienie tych gatunków bywa kłopotliwe. W starszych pracach S. angustifolium zaliczany był do odmian S. fallax.
Torfowiec wąskolistny od pogiętego S. flexuosum również różni się listkami łodyżkowymi, u którego – podobnie jak u torfowca kończystego – są trójkątne językowe; u obu gatunków jednak są tępe na szczycie. U S. flexuosum nie będzie również czerwonych przebarwień u nasady gałązek i na łodyżce. Komórki chlorofilowe listków gałązkowych u torfowca pogiętego są najczęściej większe, trapezowate i eksponowane zarówno po stronie brzusznej, jak i grzbietowej liścia.
Torfowiec bałtycki i torfowiec wąskolistny mogą być mylone w swoich brązowawych formach, aczkolwiek ten drugi nigdy nie będzie ciemnobrązowy. Ponadto, u S. angustifolium kora jest słabo rozwinięta, u S. balticum ma 2–3 warstwy komórek.

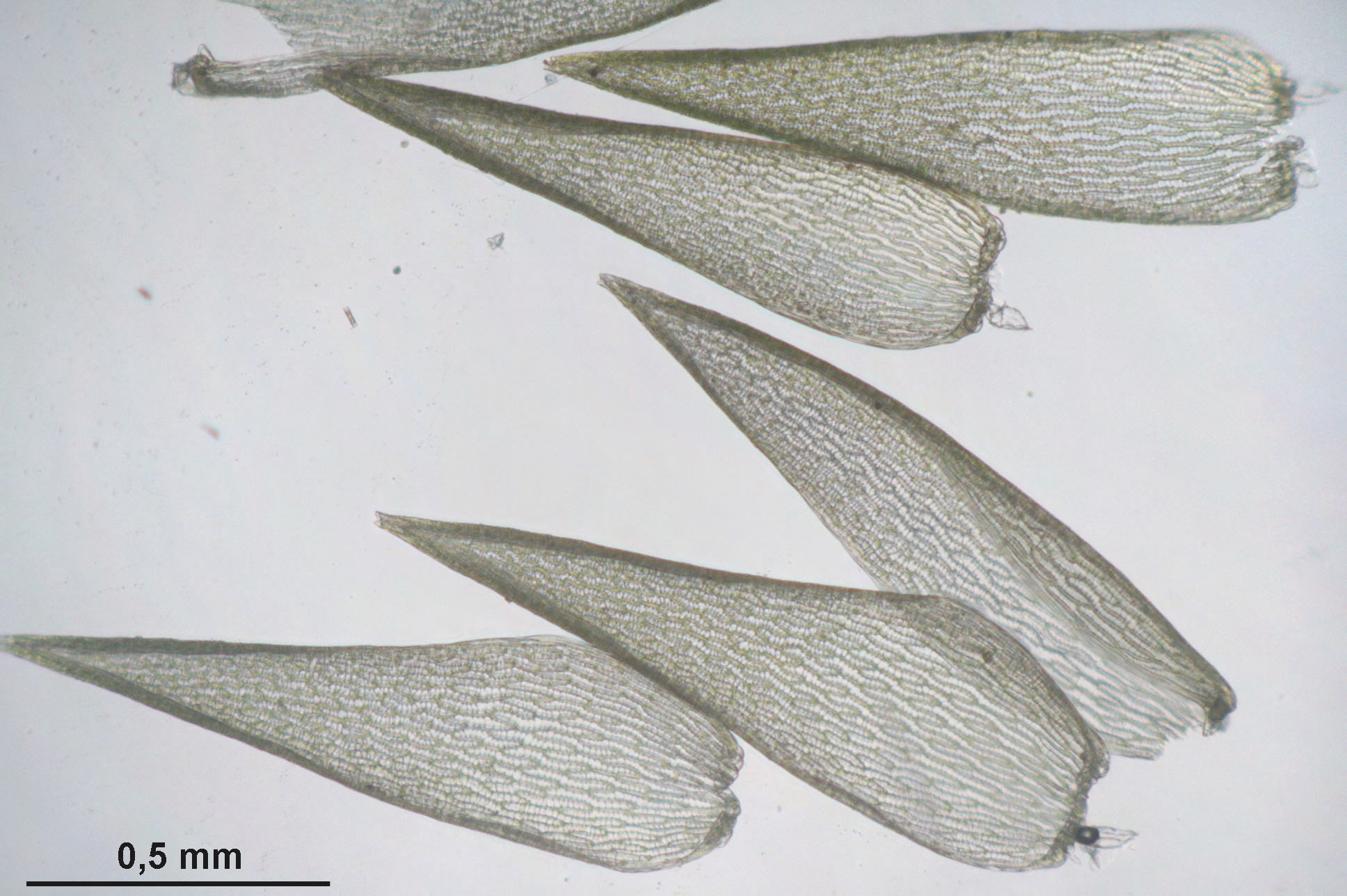
Listki gałązkowe
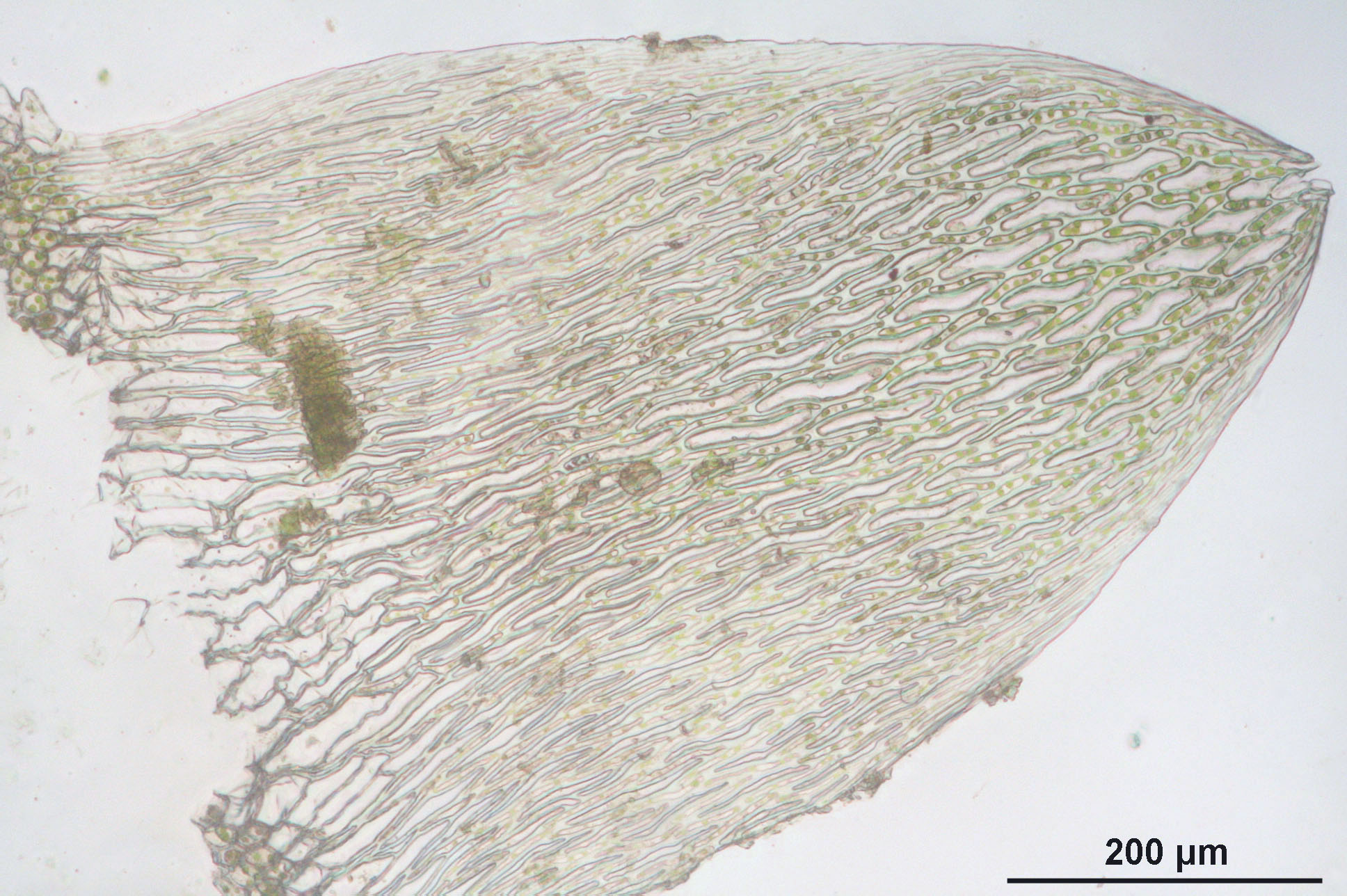
Listek łodyżkowy
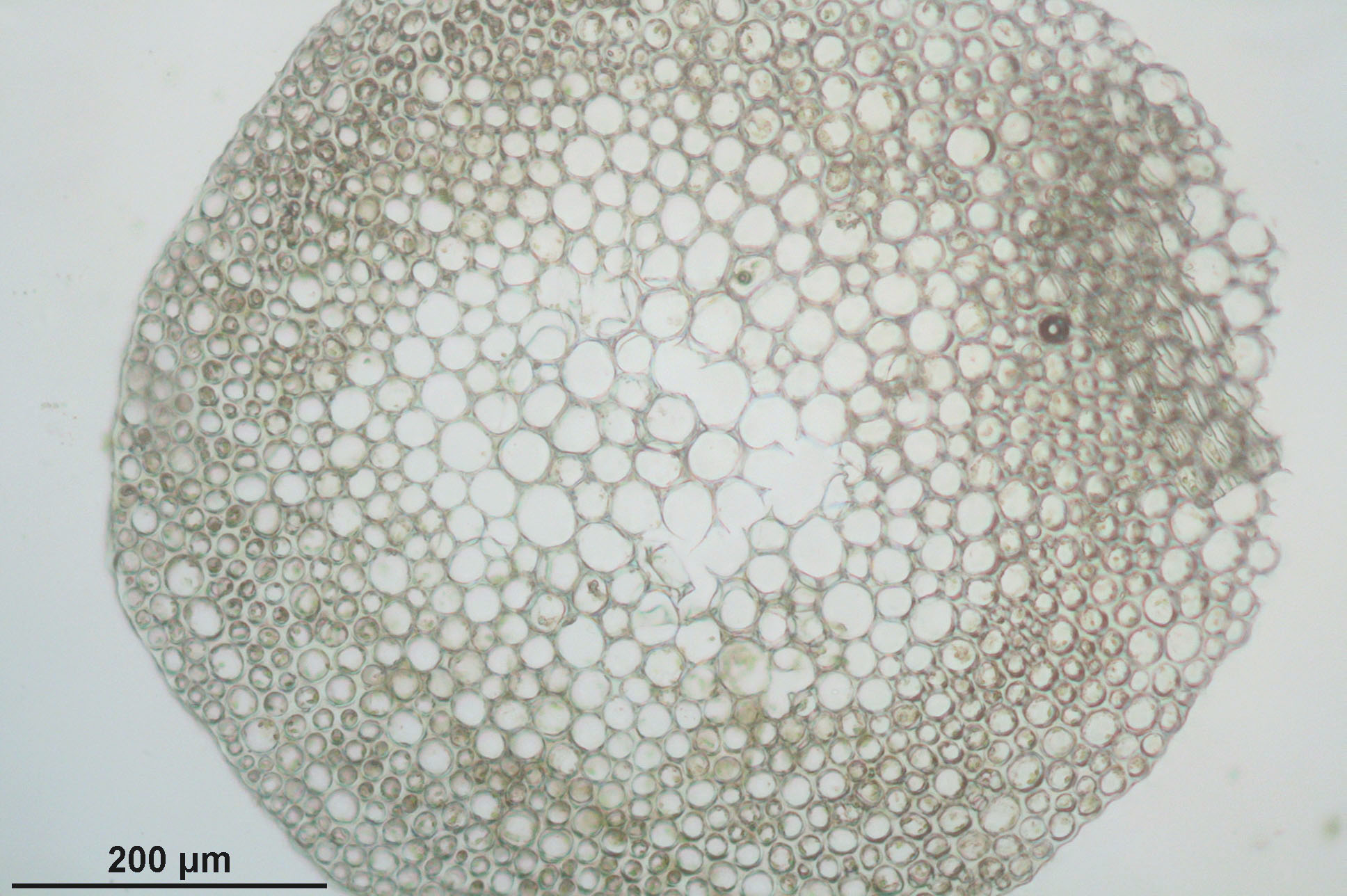
Przekrój poprzeczny przez łodyżkę

## Systematyka i zmienność
Gatunek zaliczany jest do podrodzaju Cuspidata Lindb. Podrodzaj obejmuje przeważnie dużych rozmiarów torfowce hydrofilne o długich łodyżkach, tworzące głębokie i miękkie darnie. W podrodzaju tym najczęściej spotyka się formy zielone i żółtozielone, nieco rzadziej żółte i brunatne, nie występują natomiast formy czerwone.

## Ekologia i biologia
Występuje na torfowiskach wysokich i przejściowych, nieco rzadziej także w borach bagiennych i olsach o podłożu torfowym.

## Ochrona
Gatunek jest objęty w Polsce ochroną od 2001 roku. W latach 2001–2004 podlegał ochronie częściowej, w latach 2004–2014 ochronie ścisłej, a od 2014 roku ponownie objęty jest ochroną częściową, na podstawie Rozporządzenia Ministra Środowiska z dnia 9 października 2014 r. w sprawie ochrony gatunkowej roślin.